# Struer (plaats)
Struer is een plaats in de Deense regio Midden-Jutland, gemeente Struer. De plaats telt 10.285 inwoners (2015).
Historisch heeft de plaats voornamelijk als haven van het nabijgelegen Holstebro gefungeerd en woonden er slechts enkele honderden inwoners. Sinds de westelijke opening van de Limfjord en de aanleg van de spoorlijn naar Holstebro groeide Struer sterk.
Het bedrijf Bang & Olufsen is opgericht en gevestigd in Struer. Het is een belangrijke werkgever in de plaats, met circa 1700 werknemers.

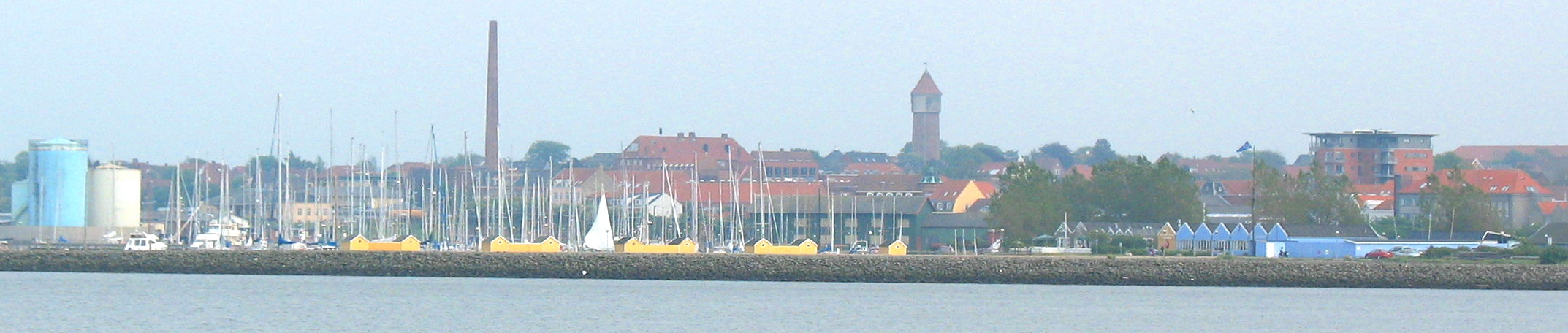
Haven van Struer

- Gemeinsame Normdatei: 4508643-6
- Library of Congress Control Number: n83149589
- Nationale Bibliotheek van Israël: 987007557396205171
- Virtual International Authority File: 132562665
- WorldCat: E39PBJckRDJxHmRg4VvPyXBVmd